# Ludwig Curtius
Ludwig Michael Curtius (13. prosince 1874, Augsburg – 10. dubna 1954, Řím) byl německý archeolog.

## Životopis
Curtius byl synem augsburského lékaře Ferdinanda Curtiuse a jeho manželky Theresy, rozené Göhlové z Hindelangu. Po maturitě na gymnáziu u svatého Štěpána studoval filozofii, práva a ekonomii v Mnichově a Berlíně. Od roku 1896 se zabýval archeologií u Adolfa Furtwänglera. V roce 1899 byl soukromým učitelem jeho syna, pozdějšího dirigenta Wilhelma Furtwänglera. V období 1904 až 1907 se Curtius účastnil německých vykopávek Aegině a v tureckém Boğazköy. Po habilitaci v roce 1907 působil v Erlangenu, Freiburgu a od roku 1920 na univerzitě v Heidelbergu.
Během první světové války sloužil nejprve jako obyčejný voják na západní frontě. Povýšil na poručíka a sloužil jako zpravodaj na Balkáně. Jeho znalost řečtiny byla využívána pro kontakt s partyzány.V roce 1921 se oženil s Edithou Wyneckenovou (1885-1932), s kterou měl dvě dcery. V roce 1928 se stal vědeckým vedoucím římského oddělení Archeologického institutu německé říše. V roce 1937 byl národními socialisty poslán do důchodu. Řím však zůstal jeho druhým domovem. Hrob Ludwiga Curtiuse se nachází na Campo Santo Teutonico v Římě.

## Dílo
- Deutsche und antike Welt; Stuttgart 1950
- Antike Kunst; 3. Aufl., Darmstadt 1959
- Das antike Rom; Vídeň 1944
- Die Wandmalerei Pompejis; Lipsko 1929 (ND Darmstadt 1972)